# Rouge the Bat
Rouge the Bat (ルージュ・ザ・バット, Rūju za Batto) is een personage uit de Sonic the Hedgehog-franchise. Rouge is een antropomorfe vleermuis. Ze is een van de meer recente personages geïntroduceerd in de franchise.

## Personage
Rouge is een professionele schattenjager die zich heeft gespecialiseerd in het bemachtigen van juwelen. Haar liefde voor juwelen maakt dat ze alles doet om ze te krijgen, ongeacht de riscio’s voor zichzelf en anderen. Rouge lijkt erg roekeloos te handelen, maar is in werkelijkheid behoorlijk sluw, tactisch en manipulerend. Haar persoonlijkheid maakt dat ze meestal een antiheld is in de spellen.
Rouge kan vliegen en is bedreven in vechtsporten. Ze kan ook zeer goed klimmen, graven en zwemmen. Verder kan ze ook kunstschaatsen. In veel incarnaties maakt ze gebruik van geavanceerde wapens en technologieën. Rouge beschikt ook over grote fysieke kracht.
Rouge is vooral goede vrienden met Shadow the Hedgehog. In tegenstelling tot de andere personages heeft ze geen grote hekel aan Dr. Eggman: de hoofdzakelijke reden dat ze hem dwarsboomt, is om de Chaos Emeralds zelf te kunnen bemachtigen en omdat ze een van de weinige personages is die Dr. Eggman weet te manipuleren.

## Incarnaties

### Computerspellen
Rouge maakte haar debuut in Sonic Adventure 2, als de schatzoeker in de 'duistere' verhaallijn. Daarmee is ze de gelijke van Knuckles the Echidna, die in het spel de schatzoeker is in de 'held'-verhaallijn. In het spel zoekt ze, net als Knuckles, de restanten van de Master Emerald.
In het spel Sonic Heroes is Rouge lid van Team Dark.
Rouge’s rol werd verder uitgebreid in Sonic Battle, waarin haar verhaal de derde is die aan de orde komt.
Rouge komt ook voor in Shadow the Hedgehog, Sonic Riders, Sonic the Hedgehog, Sonic Rivals, Sonic Rivals 2, Sonic Riders: Zero Gravity en Sonic Chronicles: The Dark Brotherhood.

### Sonic X
Rouge is een personage in de animeserie Sonic X. Ook in deze serie is een juwelendief. Ze verschijnt reeds in seizoen 1, waarin ze wordt gearresteerd door de overheid en gedwongen met hen samen te werken. Ze krijgt agent Topaz toegewezen als partner. Ondanks de lastige start ontwikkelen de twee een sterke vriendschap en werken tot aan het einde van seizoen 2 samen. In seizoen 3 voegt ze zich bij Eggman en Shadow in de jacht op de chaosdiamanten en de strijd met de Metarex. Haar Nederlandse stem werd ingesproken door Lies Visschedijk.
Deze versie van Rouge deed ook mee in de Sonic X-stripserie.
Rouge keert terug in de Netflix-serie Sonic Prime.

### Strips
Rouge is een personage in de stripserie Sonic the Hedgehog van Archie Comics. Ze maakte haar debuut in de stripversie van Sonic Adventure 2.